# Le Vey
Le Vey är en kommun i departementet Calvados i regionen Normandie i norra Frankrike. Kommunen ligger i kantonen Thury-Harcourt som ligger i arrondissementet Caen. År 2022 hade Le Vey 130 invånare.

## Befolkningsutveckling
Antalet invånare i kommunen Le Vey
Referens:INSEE